# هاکی روی میز
هاکی روی میز یک ورزش دو نفره است.

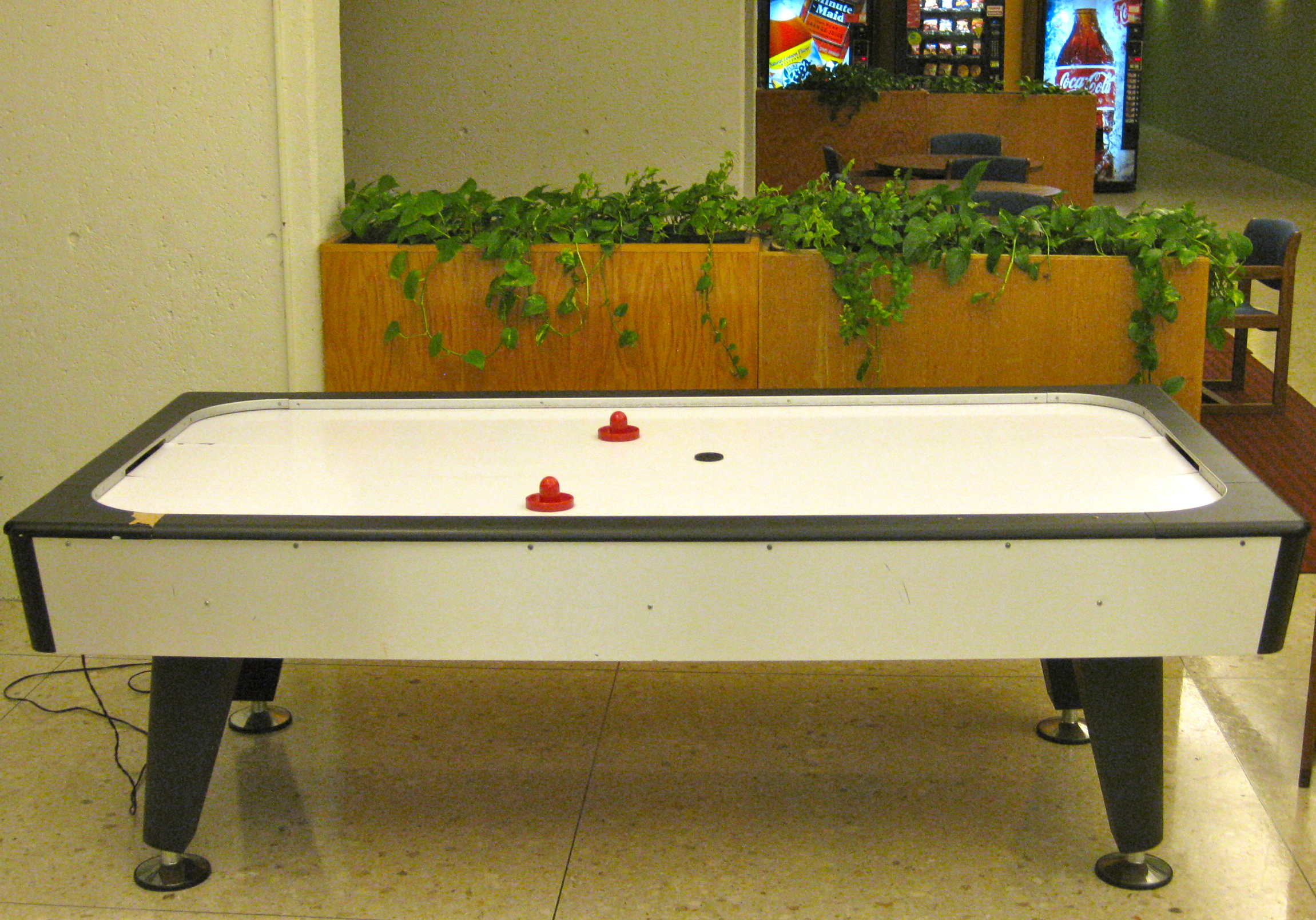
یک میز هاکی روی میز

تجهیزات مورد نیاز این بازی عبارتند از: یک میز هاکی، دو چوب بازیکنان برگزار کننده و یک گوی.

## تجهیزات
یک نمونه میز هاکی یک سطح صاف و بزرگ بازی٬ یک نرده پیرامونی برای حفظ گوی و چوب‌ها و دو شکاف در دو انتهای نرده به عنوان گل. در دو انتهای میز٬ پشت و زیر گل‌ها یک محافظ گوی وجود دارد.
گوی‌ها از جنس لاک پلی‌کربنات هستند. در استاندارد اتحادیه هاکی روی میز ایالات متحده آمریکا رنگ آنها زرد٬ سرخ و سبز است. در مسابقات٬ یک لایه نوار نازک سفیدرنگ روی سطح بالایی تعبیه می‌شود. گوی‌ها به صورت دایره‌ای یا دیگر اشکال هندسی (مثلث٬ مربع٬ شش‌ضلعی و هشت‌ضلعی) هستند.

## تاریخچه
هاکی روی میز را گروهی از کارکنان بیلیارد برانزویک از سال ۱۹۶۹ تا ۱۹۷۲ میلادی ابداع نمودند. در سال ۱۹۶۹ سه تن از مهندسان برانزویک به نام‌های فیل کراسمن٬ باب کندریک و برد بالدوین ساخت یک بازی با سطح بدون استکاک را آغاز نمودند. این طرح چندین سال مسکوت ماند تا آن‌که باب میلیو که روی ساخت و استقلال یک گونه هاکی روی یخ٬ با یک صفحه نازک٬ دو چوب هاکی و گل‌های شکاف‌مانند مجهز به تشخیص‌دهنده نوری تمرکز کرد٬ آن را احیا نمود. سپس تصمیم گرفته شد که این بازی می‌تواند با استقبال زیادی روبرو گردد و هاکی روی میز عرضه شد و در اختیار عموم مردم قرار گرفت. ثبت‌های رسمی٬ آن را به کراسمن٬ کنریک و میلیو اسناد می‌دهند. همچنین باید یادآوری کرد٬ میز این ورزش هرچند با اهداف غیر مرتبط٬ پیش از طرح برانزویک به ثبت رسیده بود.